# Języczek nadrzewny

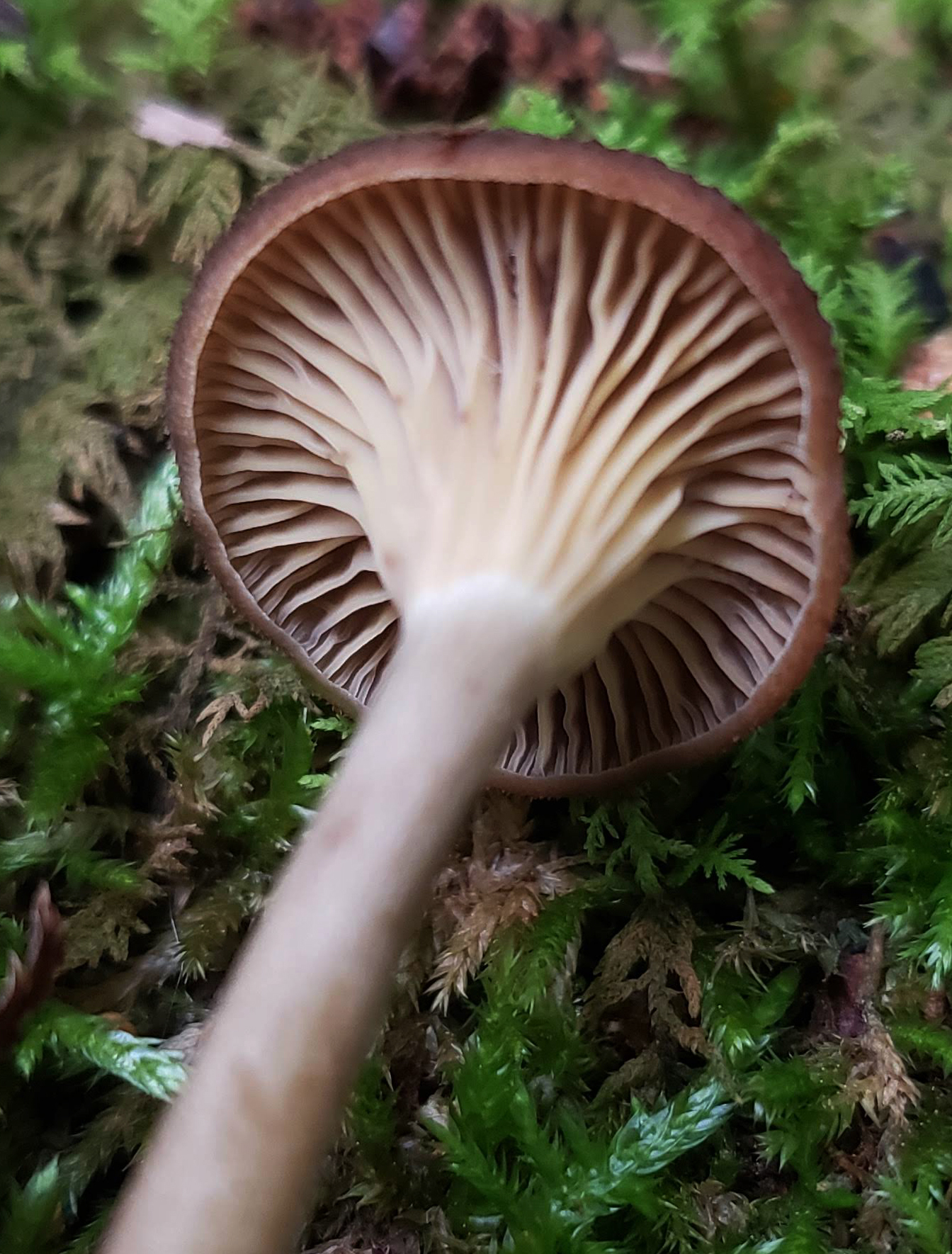

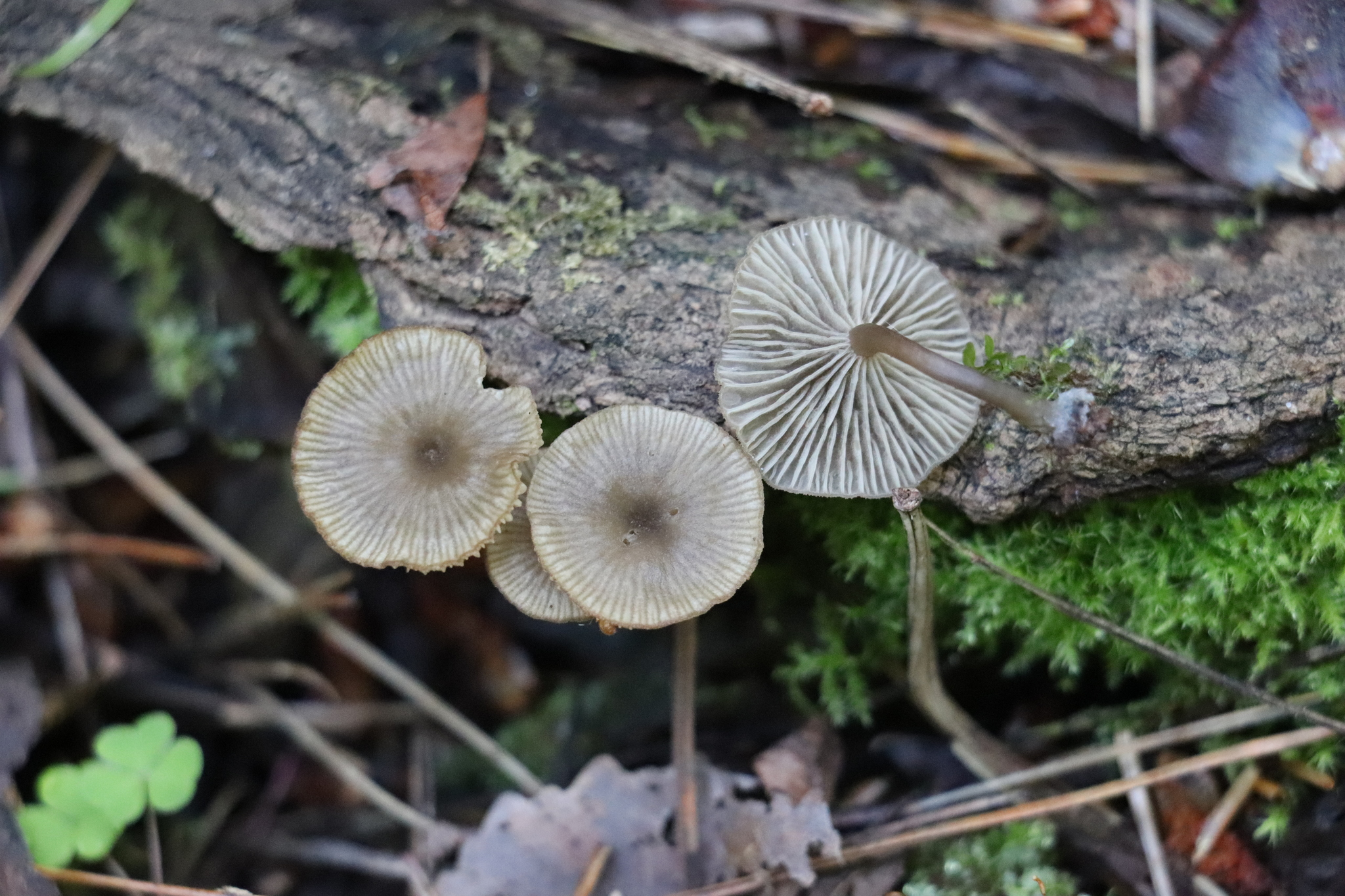

Języczek nadrzewny, pępówka nadrzewna (Arrhenia epichysium (Pers.) Redhead, Lutzoni, Moncalvo & Vilgalys) – gatunek grzybów z rodziny wodnichowatych (Hygrophoraceae).

## Systematyka i nazewnictwo
Pozycja w klasyfikacji według Index Fungorum: Arrhenia, Hygrophoraceae, Agaricales, Agaricomycetidae, Agaricomycetes, Agaricomycotina, Basidiomycota, Fungi.
Po raz pierwszy gatunek ten opisał w 1794 r. Christiaan Hendrik Persoon, nadając mu nazwę Agaricus epichysium. Obecną, uznaną przez Index Fungorum nazwę, nadali mu Scott Alan Redhead, François M. Lutzoni, Jean-Marc Moncalvo i Rytas J. Vilgalys w 2002 r.
Ma 10 synonimów. Niektóre z nich:
- Clitocybe epichysium (Pers.) H.E. Bigelow 1958
- Gerronema epichysium (Pers.) Raithelh. 1973
- Omphalia epichysium var. pallescens Kühne 1953
- Omphalina epichysium (Pers.) Quél. 1886[2].

W 1987 r. Władysław Wojewoda, Mirko Svrček i Vančura dla ówczesnej nazwy naukowej Omphalina epichysium nadali polską nazwę pępówka nadrzewna. Jest ona niespójna z aktualną nazwą naukową Arrhenia epichysium. Spójną z nazwą naukową polską nazwę języczek nadrzewny podaje internetowy atlas grzybów. Komisja ds. Polskiego Nazewnictwa Grzybów Polskiego Towarzystwa Mykologicznego zarekomendowała używanie nazwy języczek nadrzewny w 2025 r.

## Morfologia
Kapelusz
Średnica 1–3 cm, początkowo wypukły, potem pępówkowaty do lejkowatego (z dużą wklęsłością na środku). Brzeg początkowo podwinięty, a następnie wygięty. Powierzchnia półprzezroczysto-prążkowana, higrofaniczna, szarobrązowa do bladobrązowej, przechodząca w jaśniejsze odcienie, naga z wyjątkiem kutnerowatego środka.
Blaszki
Zbiegające na trzon, dość gęste, stosunkowo szerokie (do 3 mm), jasnoszare, jaśniejsze niż kapelusz i trzon. Występują blaszki 3- do 4-rzędu.
Trzon
Wysokość 1–2,5 cm, grubość 2–3 mm, mniej więcej równy, z wiekiem pusty w środku, u nasady często biało owłosiony. Powierzchnia naga, wodnista, szarobrązowa. Brak osłony częściowej.
Miąższ
Cienki, o grubości około 1 mm, wodnistobrązowy, niezmieniający barwy po uszkodzeniu. Zapach i smak łagodny.
Cechy mikroskopowe
Zarodniki 7,0–8,5 × 4,0–4,5 µm, z przodu eliptyczne do eliptyczno-podłużnych, z profilu nieco nierównoboczne, gładkie, cienkościenne z niepozornym apikulusem. Zawartość ziarnista, nieamylodalna.
Gatunki podobne
Języczek nadrzewny charakteryzuje się szaro-brązowym, pępówkowatym lub lejkowatym, prążkowanym kapeluszem. Podobnych jest kilka gatunków z rodzaju Arrhenia, ale można je rozróżnić na podstawie innych miejsc występowania, tj. na glebie lub wśród mchów. Arrhenia epichysium jest czasami mylona z pępkorostkiem baldaszkowym (Lichenomphalia umbellifera), który sporadycznie również występuje na dobrze spróchniałym drewnie, ale różni się kapeluszem od bladobrązowego do żółtawobrązowego, a nie od szarego do szarobrązowego. Ponadto, jak sugeruje nazwa rodzajowa, w rzeczywistości jest to grzyb lichenizowany, czyli tworzący symbiotyczny związek z glonami. Dowody tego związku można czasami dostrzec jako kępy glonów u podstawy jego trzonu.

## Występowanie i siedlisko
Języczek nadrzewny występuje na wszystkich kontynentach poza Antarktydą. Najwięcej stanowisk podano w Europie. Poza Bałkanami występuje na całym jej obszarze od Morza Śródziemnego po północne krańce Półwyspu Skandynawskiego, podano jego występowanie także na Spitsbergenie. W Polsce W. Wojewoda w 2003 r. przytoczył kilkanaście stanowisk z uwagą, że jest to gatunek rzadki. Aktualne stanowiska podaje internetowy atlas grzybów. Znajduje się na Czerwonej liście roślin i grzybów Polski. Ma status V– gatunek zagrożony, który zapewne w najbliższej przyszłości przesunie się do kategorii wymierających, jeśli nadal będą działać czynniki zagrożenia.
Nadrzewny grzyb saprotroficzny rosnący w bukowo-świerkowych i liściastych lasach na zbutwiałym drewnie drzew iglastych. W Polsce tworzy owocniki przeważnie od lipca do października.